# Сусанінська сільська рада
Суса́нінська сільська́ ра́да — адміністративно-територіальна одиниця та орган місцевого самоврядування в Первомайському районі Автономної Республіки Крим. Адміністративний центр — село Сусаніне.

## Загальні відомості
- Населення ради: 1 456 осіб (станом на 2001 рік)

## Населені пункти
Сільській раді підпорядковані населені пункти:
- с. Сусаніне
- с. Панфіловка
- с. Рівне

## Склад ради
Рада складається з 16 депутатів та голови.
- Голова ради: Банчук Генадій Григорович
- Секретар ради: Мельник Світлана Леонідівна

### Керівний склад попередніх скликань
| Прізвище, ім'я, по батькові | Основні відомості                                                         | Дата обрання | Дата звільнення |
| --------------------------- | ------------------------------------------------------------------------- | ------------ | --------------- |
| Банчук Генадій Григорович   | Сільський голова, 1963 року народження, освіта вища, член Народної партії | 26.03.2006   | 31.10.2010      |
| Банчук Генадій Григорович   | Сільський голова, 1963 року народження, освіта вища, член Партії регіонів | 31.03.2010   |                 |

Примітка: таблиця складена за даними сайту Верховної Ради України

### Депутати
За результатами місцевих виборів 2010 року депутатами ради стали:

#### За суб'єктами висування
| Суб'єкт висування | Кількість обраних депутатів | %   |
| ----------------- | --------------------------- | --- |
| Партія регіонів   | 16                          | 100 |

#### За округами
| № округу        | Прізвище, ім'я, по батькові    | Дата визнання обраним | Освіта             | Партійна приналежність | Відомості про обраного депутата                    |
| --------------- | ------------------------------ | --------------------- | ------------------ | ---------------------- | -------------------------------------------------- |
| Партія регіонів |                                |                       |                    |                        |                                                    |
| 1               | Божко Ігор Анатолійович        | 03.11.2010            | вища               | член Партії регіонів   | ТОВ «Поле», директор                               |
| 2               | Узлова Надія Петрівна          | 03.11.2010            | середня            | член Партії регіонів   | дошкільний навчальний заклад «Ромашка», вихователь |
| 3               | Зезюля Надія Василівна         | 03.11.2010            | середня спеціальна | член Партії регіонів   | Сусанінська сільська рада, кассир                  |
| 4               | Аюпов Муртаза Муратович        | 03.11.2010            | середня            | член Партії регіонів   | Сусанінська загальноосвітня школа, вчитель         |
| 5               | Мельник Світлана Леонідівна    | 03.11.2010            | середня спеціальна | член Партії регіонів   | Сусанінська сільська рада, секретар                |
| 6               | Андрушко Надія Олегівна        | 03.11.2010            | середня            | член Партії регіонів   | Сусанінська загальноосвітня школа, секретар        |
| 7               | Чурсіна Ніна Іванівна          | 03.11.2010            | середня спеціальна | член Партії регіонів   | Сусанінська сільська рада, землевпорядник          |
| 8               | Шубенок Олена Василівна        | 03.11.2010            | середня спеціальна | член Партії регіонів   | магазин № 19, продавець                            |
| 9               | Жидкова Людмила Борисівна      | 03.11.2010            | середня спеціальна | член Партії регіонів   | тимчасово не працює                                |
| 10              | Чернявський Сергій Олексійович | 03.11.2010            | середня спеціальна | член Партії регіонів   | ТОВ «Бузав», механік                               |
| 11              | Секачов Олег Вікторович        | 03.11.2010            | середня            | член Партії регіонів   | АБФ «Меотіс», директор                             |
| 12              | Фаліон Валентин Жоржович       | 03.11.2010            | середня            | член Партії регіонів   | тимчасово не працює                                |
| 13              | Москальов Микола Робертович    | 03.11.2010            | середня            | член Партії регіонів   | тимчасово не працює                                |
| 14              | Куцевол Наталя Анатоліївна     | 03.11.2010            | середня            | член Партії регіонів   | тимчасово не працює                                |
| 15              | Гребенюк Ольга Іванівна        | 03.11.2010            | середня            | член Партії регіонів   | тимчасово не працює                                |
| 16              | Гавриленко Інна Адольфівна     | 03.11.2010            | середня спеціальна | член Партії регіонів   | фельдшерсько-акушерський пункт, фельдшер           |